# Marcus Cluvius Rufus
Marcus Cluvius Rufus – Rzymianin, wyższy urzędnik cesarski z I wieku n.e., autor historycznego dzieła obejmującego okres od Kaliguli do Nerona i wypadki po śmierci tego ostatniego. Dzieło to było jednym ze źródeł Tacyta, i nie dochowało się do naszych czasów.